# Construcciones Aeronáuticas
Construcciones Aeronáuticas, of kortweg CASA, was een Spaanse vliegtuigbouwer opgericht in 1923. Het bedrijf was vooral bekend van kleine tot middelgrote militaire transportvliegtuigen. Vanaf 1999 was CASA de Spaanse tak van het pan-Europese consortium EADS. Het heette vanaf dan EADS CASA en bouwde naast de eigen modellen militaire varianten van Airbus-toestellen. In 2009 ging CASA volledig op in de nieuwe divisie Airbus Military.

## Geschiedenis

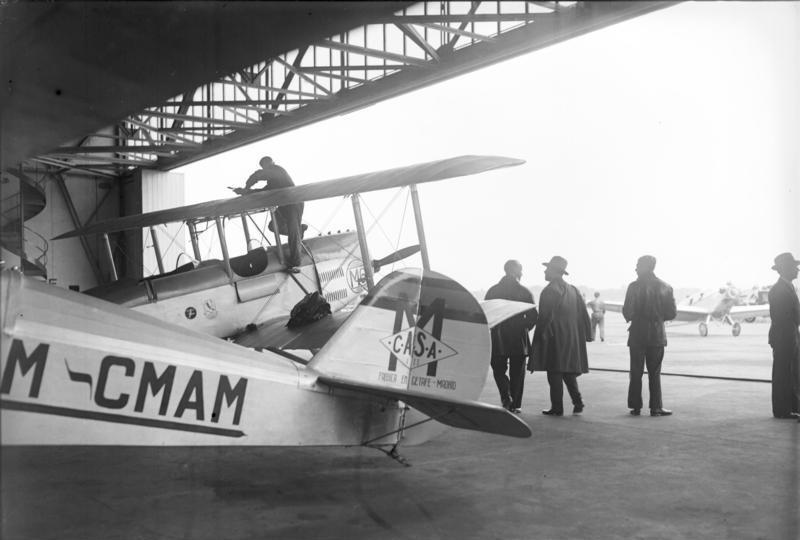
De achterzijde van een CASA III, het eerste eigen toestel, waarvan negen stuks werden geproduceerd.

CASA werd in 1923 opgericht door José Ortiz Echagüe en begon in mei 1924  Breguet-vliegtuigen onder licentie te bouwen in Getafe. In 1926 werd een tweede fabriek geopend in Cádiz, waar de Dornier Do J onder licentie gebouwd werd. De meeste toestellen waren bestemd voor de Spaanse luchtmacht en de Spaanse marine. In 1929 werd de CASA-III voorgesteld, CASA's eerste eigen ontwerp. CASA bouwde voorts de Breguet XIX in licentie, en kreeg in 1932 een licentie voor de Vickers Vildebeest.
Tijdens de Spaanse Burgeroorlog werd de fabriek in Getafe verplaatst naar Alicante en werd een nieuwe fabriek geopend in Sabadell. Na de burgeroorlog verhuisde de productie opnieuw naar Getafe en werd een nieuwe fabriek geopend in Sevilla. CASA had intussen licenties voor de Russische Polikarpov I-15 en de Duitse Gotha Go 145, Bücker Bü 131 en Bücker Bü 133 die tot eind jaren vijftig werden gebouwd. Vanaf 1941 bouwde CASA ook Heinkel He 111-bommenwerpers in licentie - als CASA 2.111. Vanaf 1956 werden dit type uitgerust met Rolls-Royce Merlin-motoren.

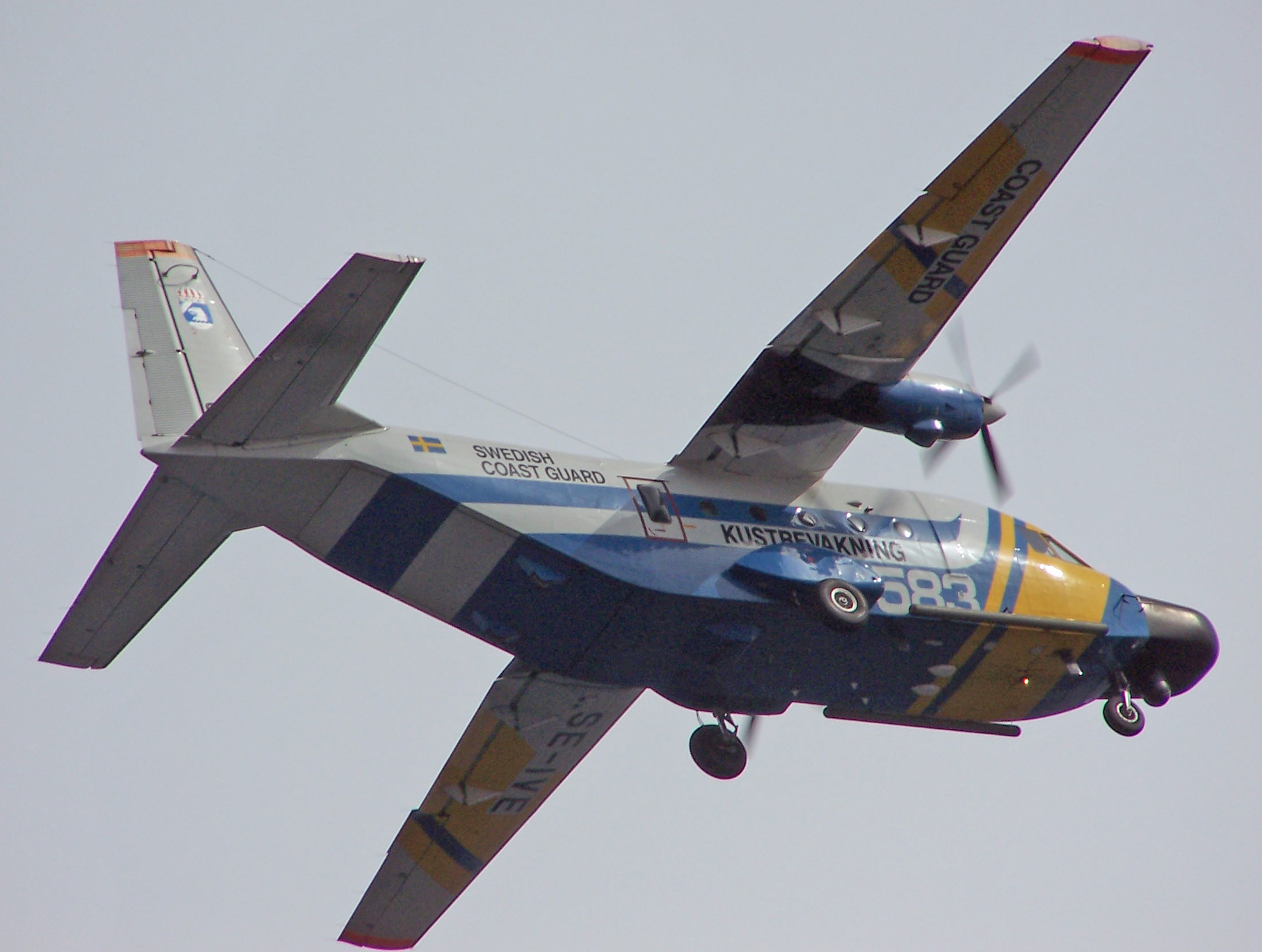
Van de in 1974 gelanceerde Aviocar werden al meer dan 500 exemplaren gebouwd.

Vanaf 1946 begon CASA opnieuw aan eigen ontwerpen te werken, wat resulteerde in een aantal goedverkopende militaire transportvliegtuigen: de CN-235, de C-295, en de kenmerkende C-212 Aviocar. Er werd ook een fabriek geopend in Madrid waar onderdelen werden gemaakt en onderhoud werd uitgevoerd. In 1957 kreeg het bedrijf een contract van de Amerikaanse luchtmacht voor het onderhoud van diens in Europa gestationeerde F-100 Super Sabre's. Vanaf 1962 bouwde CASA ook F-5's in licentie.
In 1971 nam CASA de Spaanse vliegtuigbouwer Hispano Aviación over. Een jaar later stond CASA mede aan de wieg van het Airbus-consortium. In 1977 mocht het bedrijf een trainings- en aanvalsjet ontwerpen en bouwen voor de Spaanse luchtmacht: de CASA C-101. In 1996 ging CASA ook meewerken aan wat de Eurofighter Typhoon zou worden. Het bedrijf werkt voorts als onderaannemer voor zowel Airbus als Boeing.

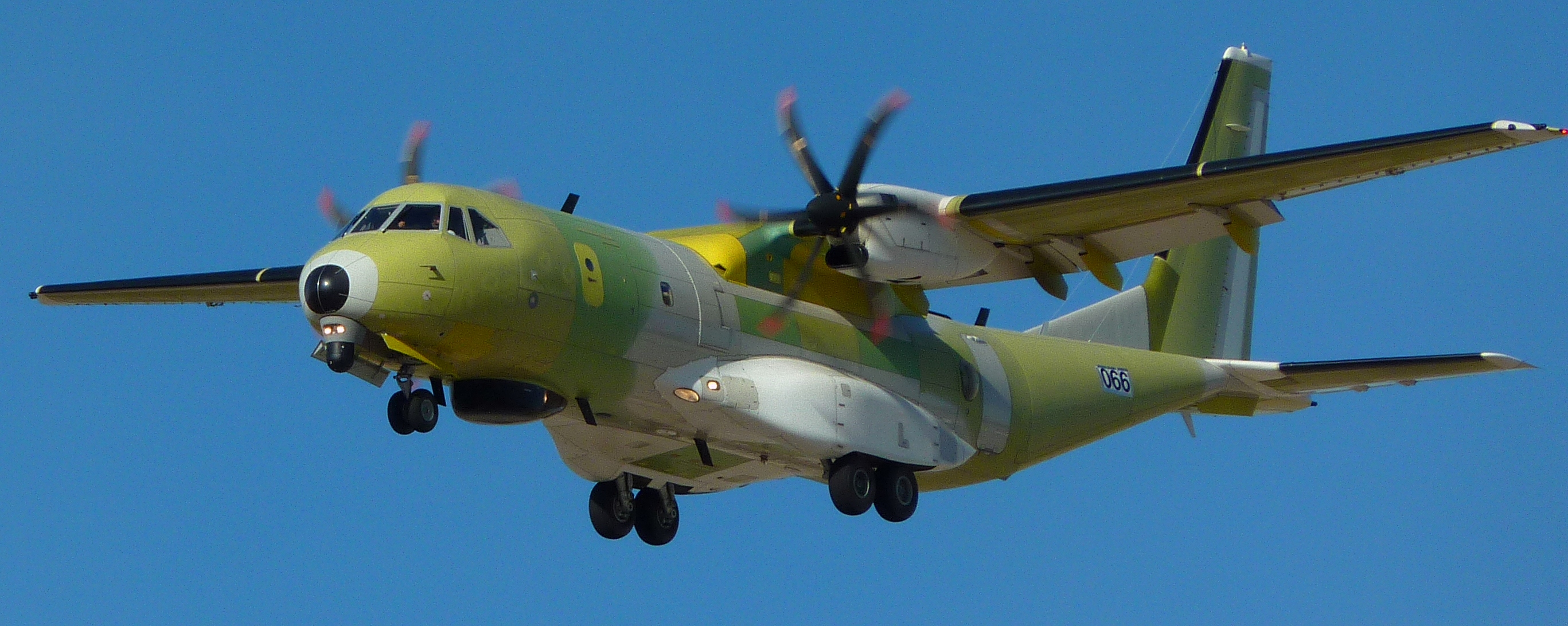
Van de in 2001 geïntroduceerde C-295 werden al een kleine negentig stuks gebouwd voor zestien luchtmachten

Vanaf 1943 begon de Spaanse overheid in CASA te investeren en kreeg 33% van het bedrijf in handen. Tegen 1992 was dat aandeel via de staatsholding SEPI al opgelopen tot 99,2%. In 1999 fuseerde CASA met het Duitse DASA en het Franse Aérospatiale-Matra tot EADS waarvan het de Spaanse poot was, EADS CASA genaamd. Binnen EADS bouwde CASA ook militaire varianten van Airbus-passagiersvliegtuigen. In 2009 werd daarvoor Airbus Military opgericht, waarin CASA opging.